# Liste der Baudenkmale in Feldberger Seenlandschaft
In der Liste der Baudenkmale in Feldberger Seenlandschaft sind alle denkmalgeschützten Bauten der Gemeinde Feldberger Seenlandschaft (Mecklenburg-Vorpommern) und ihrer Ortsteile aufgelistet. Grundlage ist die Veröffentlichung der Denkmalliste des Landkreises Mecklenburgische Seenplatte (Auszug) vom 20. Januar 2017.

## Legende
In den Spalten befinden sich folgende Informationen:
- ID-Nr: Die Nummer wird von den Denkmalämtern der Landkreise vergeben. Wenn sie nicht bekannt ist, bleibt die Spalte leer. In dieser Spalte kann sich zusätzlich das Wort Wikidata befinden, der entsprechende Link führt zu Angaben zu diesem Denkmal bei Wikidata.
- Lage: die Adresse des Denkmales und die geographischen Koordinaten.
Link zu einem Kartenansichtstool, um Koordinaten zu setzen. In der Kartenansicht sind Denkmale ohne Koordinaten mit einem roten bzw. orangen Marker dargestellt und können in der Karte gesetzt werden. Denkmale ohne Bild sind mit einem blauen bzw. roten Marker gekennzeichnet, Denkmale mit Bild mit einem grünen bzw. orangen Marker.
- Bezeichnung: Bezeichnung, so wie sie in den offiziellen Listen der Denkmalämter steht. Ein Link hinter der Bezeichnung führt zum Wikipedia-Artikel über das Denkmal. Wenn die Bezeichnung der Denkmalämter inhaltlich fehlerhaft ist, ist in der Spalte „Beschreibung“ darauf hinzuweisen.
- Beschreibung: Beschreibung des Denkmales
- Bild: ein Bild des Denkmales und gegebenenfalls einen Link zu weiteren Fotos des Denkmals im Medienarchiv Wikimedia Commons

## Denkmalbereiche
- Amtswerder (Feldberg)
Historischer Amtsplatz und Amtshof

## Baudenkmale nach Ortsteilen

### Feldberg
| ID  | Lage                                 | Bezeichnung                                                                                          | Beschreibung | Bild                                                                                                 |
| --- | ------------------------------------ | --- | ------------ | --- |
| 222 | Am Sprockfitz 3 (Karte)              | Heckenwärterhaus                                                                                     |              | Heckenwärterhaus                                                                                     |
| 224 | Amtsplatz (Karte)                    | Kriegerdenkmal 1870/71                                                                               |              | Kriegerdenkmal 1870/71                                                                               |
| 225 | Amtsplatz 22 (Karte)                 | Wohnhaus (Galerie)                                                                                   |              | Wohnhaus (Galerie)                                                                                   |
| 226 | Amtsplatz 28, 30 (Karte)             | Wohnhaus                                                                                             |              | Wohnhaus                                                                                             |
| 227 | Amtsplatz 25 (Karte)                 | Wohnhaus mit Handschwengelpumpe und Speicher                                                         |              | |
| 228 | Amtsplatz 23 (Karte)                 | Wohnhaus                                                                                             |              | Wohnhaus                                                                                             |
| 229 | Amtsplatz 4 (Karte)                  | Drostenhaus mit Feldsteinmauerbegrenzung, Torpfosten und Resten eines Wehrturms vom Vorgängerschloss |              | Drostenhaus mit Feldsteinmauerbegrenzung, Torpfosten und Resten eines Wehrturms vom Vorgängerschloss |
| 230 | Amtsplatz 5 (Karte)                  | Hotel einschließl. Saalanbau mit Tordurchfahrt, Hofpflasterung und Scheune                           |              | Hotel einschließl. Saalanbau mit Tordurchfahrt, Hofpflasterung und Scheune                           |
| 231 | Amtsplatz 3 (Karte)                  | Amtsgericht (nur Fassade)                                                                            |              | Amtsgericht (nur Fassade)                                                                            |
| 232 | Amtsplatz 18 (Karte)                 | Spritzenhaus                                                                                         |              | Spritzenhaus                                                                                         |
| 233 | Am Bahnhof 1 (Karte)                 | Bahnhofempfangsgebäude mit Anbauten                                                                  |              | Weitere Bilder                                                                                       |
| 233 | Bahnhofstraße 28 (Karte)             | ehem. Wasserturm                                                                                     |              | ehem. Wasserturm                                                                                     |
| 234 | Bahnhofstraße 10 (Karte)             | Wohnhaus                                                                                             |              | Wohnhaus                                                                                             |
| 235 | Bahnhofstraße 24 (Karte)             | Mehrfamilienhaus                                                                                     |              | Mehrfamilienhaus                                                                                     |
| 236 | Bahnhofstraße 32 (Karte)             | ehem. Wohnhaus mit Speicher                                                                          |              | ehem. Wohnhaus mit Speicher                                                                          |
| 238 | Erddamm (Karte)                      | Erddamm mit Brücke                                                                                   |              | Erddamm mit Brücke                                                                                   |
| 239 | Hans-Fallada-Siedlung (Karte)        | jüdischer Friedhof mit Mauer und 12 Grabsteinen                                                      |              | Weitere Bilder                                                                                       |
| 241 | Kastanienallee 23 (Karte)            | Wohnhaus                                                                                             |              | Wohnhaus                                                                                             |
| 243 | Kastanienallee (Karte)               | Sowjetisches Ehrenmal                                                                                |              | Sowjetisches Ehrenmal                                                                                |
| 244 | Kirchberg (Karte)                    | Kirche mit Kirchhof                                                                                  |              | Weitere Bilder                                                                                       |
| 245 | Kirchberg (auf dem Friedhof) (Karte) | Kriegerdenkmal 1914/1918                                                                             |              | Kriegerdenkmal 1914/1918                                                                             |
| 240 | Lüttenhagener Chaussee 5 (Karte)     | städtischer Friedhof mit Mauer, Leichenhalle, Pavillon, Kriegerdenkmal 1914/1918                     |              | Weitere Bilder                                                                                       |
| 246 | Strelitzer Straße, L 34 (Karte)      | Meilenstein (Rundsockelstein)                                                                        |              | |
| 247 | Mühlenweg 2 (Karte)                  | Mühle                                                                                                |              | Mühle                                                                                                |
| 249 | Prenzlauer Straße 30 (Karte)         | Wohnhaus                                                                                             |              | Wohnhaus                                                                                             |
| 250 | Prenzlauer Straße 32 (Karte)         | Wohnhaus                                                                                             |              | Wohnhaus                                                                                             |
| 251 | Weidendamm 1 (Karte)                 | Wohnhaus mit Hofpflasterung, Lagertrakt, Speicher                                                    |              | Wohnhaus mit Hofpflasterung, Lagertrakt, Speicher                                                    |
| 252 | Strelitzer Straße 8 (Karte)          | Villa                                                                                                |              | Villa                                                                                                |
| 253 | Strelitzer Straße 5 (Karte)          | Wohnhaus                                                                                             |              | Wohnhaus                                                                                             |

### Cantnitz
| ID  | Lage                 | Bezeichnung                                                                      | Beschreibung | Bild |
| --- | -------------------- | -------------------------------------------------------------------------------- | ------------ | ---- |
| 151 | Hofstraße 10 (Karte) | Gutsanlage mit Gutshaus, zwei Torpfosten, Pflasterung                            |              |      |
| 152 | Am Seeberg 1 (Karte) | Kirche mit Glocke (in freistehendem Glockenstuhl), Mauer, 4 eisernen Grabkreuzen |              |      |

### Carwitz
| ID  | Lage                            | Bezeichnung                                    | Beschreibung                                                       | Bild                                      |
| --- | ------------------------------- | ---------------------------------------------- | ------------------------------------------------------------------ | ----------------------------------------- |
| 257 | Zum Bohnenwerder 2 (Karte)      | Falladas Wohnhaus mit                          |                                                                    | Weitere Bilder                            |
| 257 | (Karte)                         | ehem. Scheune                                  |                                                                    |                                           |
| 258 | Carwitzer Straße 79, 81 (Karte) | Wohnhaus                                       |                                                                    | Wohnhaus                                  |
| 259 | Carwitzer Straße 94 (Karte)     | Spritzenhaus                                   |                                                                    | Spritzenhaus                              |
| 260 | Carwitzer Straße 19 (Karte)     | Gedenkstätte für Hans Fallada - Parkanlage mit | Die Gedenkstätte befindet sich auf dem alten Friedhof von Carwitz. | Weitere Bilder                            |
| 260 | Carwitzer Straße 19 (Karte)     | Grabstätte,                                    |                                                                    | Grabstätte,                               |
| 260 | Carwitzer Straße 19 (Karte)     | Denkmal mit Bronzerelief,                      |                                                                    |                                           |
| 260 | Carwitzer Straße 19 (Karte)     | historischen Eisenkreuzen und                  |                                                                    | historischen Eisenkreuzen und             |
| 260 | (Karte)                         | Grabsteinen                                    |                                                                    | Grabsteinen                               |
| 261 | Carwitzer Straße 84 (Karte)     | Kirche mit                                     |                                                                    | Weitere Bilder                            |
| 261 | (Karte)                         | 2 Glocken (im freistehenden Glockenstuhl)      |                                                                    | 2 Glocken (im freistehenden Glockenstuhl) |
| 261 |                                 | schmiedeeisernem Grabkreuz und                 |                                                                    | schmiedeeisernem Grabkreuz und            |
| 261 | (Karte)                         | Feldsteintrockenmauer                          |                                                                    | Feldsteintrockenmauer                     |
| 262 | Carwitzer Straße 84 (Karte)     | Kriegerdenkmal 1914/1918                       |                                                                    | Kriegerdenkmal 1914/1918                  |
| 263 | Carwitzer Straße 12 (Karte)     | Windmühle                                      |                                                                    | Weitere Bilder                            |

### Conow
| ID  | Lage                             | Bezeichnung               | Beschreibung | Bild           |
| --- | -------------------------------- | ------------------------- | --- | -------------- |
| 177 | Boitzenburger Chaussee 9 (Karte) | Kirche mit Backsteinmauer | | Weitere Bilder |
| 178 | (Am Campingplatz) (Karte)        | Ruine der Kirche          | Die Feldsteinkirche entstand Anfang des 14. Jahrhunderts. Im 15. Jahrhunderts fiel das alte Dorf im Bereich der Kirche während der Kriege zwischen Brandenburg und Mecklenburg wüst. Die Überreste der Kirche blieben erhalten. Das Dorf Conow entstand später etwa einen Kilometer weiter östlich neu. | Weitere Bilder |

### Dolgen
| ID  | Lage                        | Bezeichnung                                       | Beschreibung | Bild                      |
| --- | --------------------------- | ------------------------------------------------- | ------------ | ------------------------- |
| 206 | Dorfstraße 36 (Karte)       | Schule                                            |              | Schule                    |
| 207 | Dorfstraße 35 (Karte)       | Landarbeiterhaus mit 2 Ställen und Hofpflasterung |              |                           |
| 208 | An der Rundkirche 5 (Karte) | Kirche mit Feldsteinmauer                         |              | Kirche mit Feldsteinmauer |
| 209 | Dorfstraße 14 (Karte)       | Spritzenhaus                                      |              |                           |

### Fürstenhagen
| ID   | Lage                        | Bezeichnung                    | Beschreibung | Bild           |
| ---- | --------------------------- | ------------------------------ | ------------ | -------------- |
| 338  | Alte Zollstraße 7 (Karte)   | Lehmstakenscheune              |              |                |
| 339  | Zur alten Schule 5 (Karte)  | Schule mit Stall               |              |                |
| 340  | Zur alten Schule 1 (Karte)  | Kirche mit Feldsteinmauer      |              | Weitere Bilder |
| 341  | Zur alten Schule 1 (Karte)  | Kriegerdenkmal 1914/18         |              |                |
| 1258 | Prenzlauer Allee 23 (Karte) | Kapelle auf dem neuen Friedhof |              |                |

### Gnewitz
| ID  | Lage                   | Bezeichnung                                                | Beschreibung | Bild           |
| --- | ---------------------- | ---------------------------------------------------------- | ------------ | -------------- |
| 374 | Wokuhler Weg 7 (Karte) | Forsthaus mit Stall und Stallscheune                       |              | Weitere Bilder |
| 375 | Wokuhler Weg (Karte)   | Friedhof mit Grabstätte des Revierförsters Fritz Reissmann |              | Weitere Bilder |

### Hasselförde
| ID  | Lage                    | Bezeichnung                                   | Beschreibung | Bild           |
| --- | ----------------------- | --------------------------------------------- | ------------ | -------------- |
| 446 | Rundweg 11 (Karte)      | Wohnhaus                                      |              |                |
| 447 | Rundweg 13 (Karte)      | Wohnhaus                                      |              |                |
| 448 | Rundweg 1 (Karte)       | Kriegerdenkmal 1914/18 auf dem ehem. Friedhof |              |                |
| 449 | Rundweg (Karte)         | Spritzenhaus                                  |              | Spritzenhaus   |
| 450 | Windmühlenweg 7 (Karte) | Windmühle                                     |              | Weitere Bilder |

### Koldenhof
| ID  | Lage                                          | Bezeichnung                                                                                          | Beschreibung | Bild |
| --- | --------------------------------------------- | --- | ------------ | ---- |
| 533 | Sägewerk Koldenhof 2,5,7, 8, 9, 10, 1 (Karte) | Sägewerk mit Sägewerkshalle, Straßenpflasterung, 2 Rampen, Sägewerk, 4 Torpfosten, 3 Wohnhaus, Stall |              |      |
| 534 | Lindenallee 54                                | Spritzenhaus                                                                                         |              |      |

### Krumbeck
| ID  | Lage                           | Bezeichnung                                   | Beschreibung | Bild             |
| --- | ------------------------------ | --------------------------------------------- | --- | ---------------- |
| 551 | An der Kirche 8 (Karte)        | Wohnhaus mit                                  | |                  |
| 551 | An der Kirche 8 (Karte)        | Nebengebäude der alten Schusterei             | |                  |
| 552 | An der Kirche 21 (Karte)       | Wohnhaus                                      | |                  |
| 554 | Schlichter Weg 45 (Karte)      | Wohnhaus                                      | |                  |
| 555 | Am Lenne'-Park 22 (Karte)      | Gutsanlage mit Gutshaus,                      | 1-gesch. Putzbau von nach 1797 mit Mansarddach, 1952 abgebrannt, Anbau mit Mansarddach von nach 1858 mit 2-gesch. Turm erhalten, nach 1945 u. a. Wohnhaus und bis um 1991 Gaststätte Zum roten Hirsch, ab 1997 wieder Gutshaus, Gut der Familien von Heyedebeke (bis 1313), von Trott (nach 1517), von Berg (bis 1797) und von Dewitz (bis 1945 sowie seit 1997) | Weitere Bilder   |
| 555 | Am Lenne Park (Karte)          | Landschaftspark,                              | Park (ab 1832) nach Plänen von Peter Joseph Lenné | Landschaftspark, |
| 555 | An der Brennerei (Karte)       | Pflasterstraße                                | |                  |
| 555 | An der Brennerei (Karte)       | Stall,                                        | 1-gesch. Bau mit Feldsteinsockel Putzoberteil und Satteldach | Stall,           |
| 555 | An der Brennerei (Karte)       | Stall,                                        | | Stall,           |
| 555 | Am Lenne Park 20 (Karte)       | Wohnhaus,                                     | | Wohnhaus,        |
| 555 | An der Brennerei 3,5,7 (Karte) | Wohnhaus,                                     | | Wohnhaus,        |
| 555 | Am Lenne Park 24 (Karte)       | Schmiede,                                     | |                  |
| 555 | An der Brennerei 12 (Karte)    | Brennerei,                                    | | Brennerei,       |
| 555 | An der Brennerei (Karte)       | Feldsteinstall                                | | Feldsteinstall   |
| 556 | An der Kirche 10 (Karte)       | Kirche mit Feldsteintrockenmauer, Grabkapelle | | Weitere Bilder   |

### Laeven
| ID  | Lage                   | Bezeichnung        | Beschreibung | Bild |
| --- | ---------------------- | ------------------ | ------------ | ---- |
| 264 | Am Gutshaus 11 (Karte) | Gutshaus mit Stall |              |      |

### Lichtenberg
| ID  | Lage                         | Bezeichnung              | Beschreibung | Bild                     |
| --- | ---------------------------- | ------------------------ | --- | ------------------------ |
| 568 | Hauptstraße 10, 12 (Karte)   | Wohnhaus                 | | Wohnhaus                 |
| 569 | Am Gutshof 3 (Karte)         | Gutsanlage mit Gutshaus, | 2-gesch., 11-achs. unsanierter Putzbau von um 1850, Mittelrisalit mit Lünettengiebel, Krüppelwalm, DDR-Sanierung unter Verlust des Zierrats, Gut der Familien von Wendessen (bis um 1830, Pächter: u. a. Burchardt, Sponholtz), von Arnim, Meinke (bis 1880), Seip und Netzel. | Gutsanlage mit Gutshaus, |
| 569 | (Karte)                      | Park                     | | Park                     |
| 569 | Am Gutshof 9 und 11 (Karte)  | Inspektorenhaus          | 1-gesch. Bau mit Satteldach und Natursteinfassade | Inspektorenhaus          |
| 569 | Am Gutshof 2-8 (Karte)       | Stall                    | | Stall                    |
| 569 | Neugartener Straße 9 (Karte) | Stall                    | |                          |
| 569 | Neugartener Straße 2 (Karte) | Schmiede                 | | Schmiede                 |
| 570 | Hauptstraße 8 (Karte)        | Kirche mit Mauer, Portal | | Weitere Bilder           |

### Lüttenhagen
| ID  | Lage                           | Bezeichnung             | Beschreibung | Bild           |
| --- | ------------------------------ | ----------------------- | ------------ | -------------- |
| 587 | Weitendorfer Straße 12 (Karte) | Kirche mit Glockenstuhl |              | Weitere Bilder |

### Mechow
| ID  | Lage            | Bezeichnung                                 | Beschreibung | Bild           |
| --- | --------------- | ------------------------------------------- | ------------ | -------------- |
| 590 | Zum Waschsee 19 | Wohnhaus                                    |              |                |
| 591 | Zum Waschsee 6  | Wohnhaus mit Stall                          |              |                |
| 592 | Zum Waschsee 1  | Kirche mit Portal und Feldsteintrockenmauer |              | Weitere Bilder |
| 593 | Am Waschsee 2   | Spritzenhaus                                |              |                |

### Neugarten
| ID  | Lage                                         | Bezeichnung                                                    | Beschreibung | Bild |
| --- | -------------------------------------------- | -------------------------------------------------------------- | ------------ | ---- |
| 664 | Oberdorf (Karte)                             | Schmiede                                                       |              |      |
| 665 | Oberdorf (Karte)                             | Spritzenhaus                                                   |              |      |
| 666 | Oberdorf (Karte)                             | Kapelle                                                        |              |      |
| 667 | Oberdorf (Karte)                             | Glockenstuhl mit Glocke von 1837                               |              |      |
| 668 | Oberdorf 8 (Karte)                           | Wohnhaus mit Holzscheune                                       |              |      |
| 669 | Oberdorf / Straße nach Hinrichshagen (Karte) | Friedhof mit Einfriedung, Eisenkreuzen, Kriegerdenkmal 1914/18 |              |      |

### Neuhof
| ID  | Lage                           | Bezeichnung                    | Beschreibung | Bild |
| --- | ------------------------------ | ------------------------------ | ------------ | ---- |
| 265 | Carwitzer Chaussee 3/5 (Karte) | Landarbeiterhaus mit 2 Ställen |              |      |
| 266 | Carwitzer Chaussee 11 (Karte)  | Stall                          |              |      |
| 267 | Neuer Weg 30 (Karte)           | Gutshaus                       |              |      |

### Schlicht
| ID  | Lage                                     | Bezeichnung                             | Beschreibung                                                                  | Bild                   |
| --- | ---------------------------------------- | --------------------------------------- | ----------------------------------------------------------------------------- | ---------------------- |
| 270 | Lindenstraße 27/29 (Karte)               | Landarbeiterkaten                       |                                                                               |                        |
| 271 | An der Maledei 12 (Karte)                | Gutsanlage mit Gutshaus, Scheune, Stall | 1-gesch. Ziegelbau auf Feldsteinsockel von um 1880 mit 2-gesch. Mittelrisalit |                        |
| 272 | Lindenstraße 34 (Karte)                  | Kirchhügel mit Begrenzungsmauer         |                                                                               |                        |
| 273 | An der Maledei (Karte)                   | Ruine eines Burgturmes                  |                                                                               | Ruine eines Burgturmes |
| 274 | Lindenstraße und Schlichter Damm (Karte) | Straßenpflaster Feldberg – Schlicht     |                                                                               |                        |

### Triepkendorf
| ID   | Lage                    | Bezeichnung                                   | Beschreibung | Bild           |
| ---- | ----------------------- | --------------------------------------------- | ------------ | -------------- |
| 1079 | Pastorberg 6 (Karte)    | ehem. Pfarrhaus mit Stall, Handschwengelpumpe |              |                |
| 1080 | Am Pastorberg 8 (Karte) | Stallscheune                                  |              |                |
| 1273 | Am Pastorberg (Karte)   | Schmiede                                      |              |                |
| 1081 | Lindenweg 5 (Karte)     | Wohnhaus                                      |              |                |
| 1082 | Lindenweg 13 (Karte)    | Stallscheune                                  |              |                |
| 1083 | Am Anger 2 (Karte)      | Kirche mit Mauer, 2 Portale                   |              | Weitere Bilder |
| 1084 | Graulberg 16            | Kriegerdenkmal 1914/18 (auf dem Friedhof)     |              |                |
| 1085 | Zum Brink 11 (Karte)    | Spritzenhaus                                  |              |                |

### Waldsee
| ID   | Lage                     | Bezeichnung          | Beschreibung                                         | Bild           |
| ---- | ------------------------ | -------------------- | ---------------------------------------------------- | -------------- |
| 1106 | Am Schulzensee 8 (Karte) | Jagdhaus             | Sanierter, 2-gesch. Holzbau von 1900 mit Krüppelwalm | Weitere Bilder |
| 1107 | Am Schulzensee 8 (Karte) | Bedienstetenwohnhaus |                                                      | Weitere Bilder |

### Weitendorf
| ID   | Lage                          | Bezeichnung | Beschreibung | Bild     |
| ---- | ----------------------------- | ----------- | ------------ | -------- |
| 1128 | An der Hauptstraße 31 (Karte) | Gutshaus    |              | Gutshaus |

### Wendorf
| ID   | Lage               | Bezeichnung                              | Beschreibung | Bild                                     |
| ---- | ------------------ | ---------------------------------------- | ------------ | ---------------------------------------- |
| 1129 | Zum Turm 4 (Karte) | Gutshaus mit Schmiede und Hofpflasterung |              | Gutshaus mit Schmiede und Hofpflasterung |

### Wittenhagen
| ID   | Lage                                | Bezeichnung               | Beschreibung | Bild                   |
| ---- | ----------------------------------- | ------------------------- | ------------ | ---------------------- |
| 1164 | Zansenweg 7, 8, 10, 2, 4, 6 (Karte) | Gutshaus mit Stall und    |              | Gutshaus mit Stall und |
| 1165 | Hullerbuscher Weg 7 (Karte)         | Kirche mit Feldsteinmauer |              | Weitere Bilder         |

### Wrechen
| ID   | Lage                        | Bezeichnung                                                                                                 | Beschreibung | Bild |
| ---- | --------------------------- | --- | --- | ---- |
| 1225 | Gutsweg 1 (Karte)           | Wohnhaus | |      |
| 1226 | Gutsweg 15/13 (Karte)       | Gutshaus mit Gesindehausanbau (Gärtnerinnenhaus), Pflasterstraße, Stall, Parkanlage                         | Herrenhaus 1840 nach Plänen von Friedrich Wilhelm Buttel errichtet, massiver Putzbau mit zweigeschossigem, breiten Mittelrisaliten unter einem flachen Giebeldreieck |      |
| 1227 | Wrechener Straße 21 (Karte) | Friedhof mit Grabkapelle Seip-Wrechen, Grabstein Seip-Wrechen, Kirchenruine, Begrenzungsmauer, Glockenstuhl | |      |

## Gestrichene Baudenkmale
- Feldberg, Molkereiweg 1, Molkerei

## Quelle
- Karte der Baudenkmale im Geoportal des Landkreises